# 蕭子恪
蕭子恪（478年—529年），字景沖，南蘭陵郡蘭陵人，南北朝南齊宗室、南梁官員。豫章文獻王蕭嶷的次子。

## 生平
蕭子恪在永明年間獲封南康縣侯。十二歲時，蕭子恪和從兄司徒、竟陵王蕭子良寫下《高松賦》，衛軍將軍王儉看到覺得驚奇；他最初擔任寧朔將軍、淮陵太守，建武年間遷任輔國將軍、吳郡太守，同時找來沈約和孔珪學習。大司馬王敬則在會稽造反，聲稱擁立蕭子恪為帝，他卻棄郡逃亡；始安王蕭遙光勸齊明帝趁這機會誅殺齊高帝和齊武帝的子孫，明帝就召來蕭子恪和竟陵王蕭昭胄的兄弟親屬等七十多人到永福省，令太醫煮熟二斛椒，同時預先製造數十具棺材，向舍人沈徽孚說：「椒熟的時候賜死他們。」期待在到三更殺害他們。明帝暂时睡下，主书单景隽请求依旨杀死诸侯，沈徽孚坚持要再看形势。三更天，萧子恪赤脚跑到建阳门，明帝惊醒，得到沈徽孚、单景隽的回答，抚床说：「蕭遙光幾乎误了人事。」于是哭着与萧子恪相见，赐诸侯饭菜，还任萧子恪为太子中庶子。東昏侯蕭寶卷即位，他遷任秘書監，領授右軍將軍，不久改官侍中；中興二年（502年）轉任輔國諮議參軍。
天監元年（502年），南梁朝廷降蕭子恪爵位為南康縣子，除授散騎常侍，領步兵校尉，但他以病未拜任，徙任光祿大夫，很快但任司徒左長史；又外任永嘉太守。回朝後出任光祿卿、秘書監，再外任明威將軍、零陵太守。天監十七年（518年），又入朝任官散騎常侍、輔國將軍，到普通元年（520年）遷官宗正卿；兩年後（522年）轉遷都官尚書。普通四年（523年），蕭子恪轉為吏部尚書，兩年後（525年）改任太子詹事。大通二年（528年），他外任寧遠將軍、吳郡太守，次年（529年）於郡舍去世，虛歲五十二，朝廷下詔贈侍中、中書令，諡號恭。他有兄弟十六人都在南梁當官，其中他和蕭子質、蕭子顯、蕭子雲、蕭子暉都有才能，他曾和親友說：「文史的事，我的弟弟準備充足，無須我牽掛，只求節儉奉公，並無犯錯就可以了。」他亦曾涉獵文學，但很快丟下了，因此沒有留下文集。

## 墓葬
蕭子恪下葬於大通三年（529年）八月。墓葬位於今江苏省南京市栖霞区仙林街道靈山西北麓，在2008年3月上旬被盗，隨後被南京市博物馆进行了抢救性发掘。墓坑长19.5米，宽2.4－3.9米，方向320°。墓坑内有墓道、砖室、排水沟，其中砖室由封门墙 、甬道与墓室构成。葬具仅存部分铁棺钉，人骨仅存门齿2颗、臼齿1颗与零星肢骨。随葬品丰富，包括：
- 陶器：盘、碟、鉢、果盘、托盘、唾壶、灯、奁盒、香熏、井、女俑、男俑、凭几、仓、牛车、马。
- 其他器物：青瓷壶、铜钱、铁钱、铜泡钉、铁钉、滑石猪、墓志。[9]

墓誌為石灰石質，長90.3釐米，寬70.5釐米，厚9釐米，殘存文字如下：

梁故侍中中書令寧遠將軍吳郡太守……

　五兵尚書南昌縣開國侯琅耶王規……

　仁威將軍晉陵太守陳郡謝舉製銘

君諱□□（子恪），字景沖，南蘭陵郡蘭陵縣都鄉中都里人也。祖□□□□□□神武睿哲，□明為□，□功超□，□為君則，威加四海。父丞相文獻王，□真體道，含章懷秀，□□陶甄，□邵好善，□□歸遂□已備昭□□□□版牒。君禀氣中和，跡鄰□善。韶容令德，□□□□之□；清徽淑□，風播□追之□。……禮□著於□□就辭敕□□也□□□□散劄含裳蔚雲□而競緣。司徒文宣王雅好篇仕，餝館禮賢，開閤求士，唐染來趨，鄒枚競湮。□制高松之□，□者成群。君乃斐然□□，□□便就，新聲逸□，貫滄時流。文□辭□，咸加歎□。君雅□□□，閑於進止，從容□□，觀者相趨。□□□端正之聲□多慚色□□得風□之□不能邁也。及世□嗣□特駕宴愛□建永家禪代□□既□□□□□□禮樂駕□□□□愍懃起家，為寧朔將軍、淮陵太守，仍遭天□毀瘠□基□□□□□軍……以大吳□震□□肩髀首蕭賢救莫或居之，遂□組昌□分……政□□弼□也訟息煩賞……齊儲□□樂……太原□除太子中□官……季……雖時過道……□□代所□□入……以中□□□□司從……石……王交文……□□□道……開□□□□之疑……之□□歷□求□出……轉□選部……君……古許□□□還□次……怠所以嘉□允……吳郡太守仕官……不其宣室遘……死□□□，春秋五十有二。其年秋八月□成……君□□□舉檢□和平奄……□□以……惠事□行……生而……之□□昔……氏……年……佐郎……

## 引用
1. 1 2  《梁書·卷三十五·列傳第二十九》：蕭子恪，字景沖，蘭陵人，齊豫章文獻王嶷第二子也。……子恪兄弟十六人，並仕梁。有文學者，子恪、子質、子顯、子雲、子暉五人。
2. 1 2  《南史·卷四十二·列傳第三十二》：豫章文獻王嶷字宣儼，（齊）高帝第二子也。……建武中，第二子子恪托（沈）約及太子詹事孔珪為文。……子廉弟子恪字景沖，永明中，以王子封南康縣侯。年十二，和從兄司徒竟陵王子良高松賦，衛軍王儉見而奇之。建武中，為吳郡太守。
3. ↑  《梁書·卷三十五·列傳第二十九》：大司馬王敬則於會稽舉兵反，以奉子恪爲名，明帝悉召子恪兄弟親從七十餘人入西省，至夜當害之。會子恪棄郡奔歸，是日亦至，明帝乃止，以子恪爲太子中庶子。東昏卽位，遷秘書監，領右軍將軍，俄爲侍中。中興二年，遷輔國諮議參軍。
4. ↑  《南史·卷四十二·列傳第三十二》：及大司馬王敬則於會稽反，奉子恪為名，而子恪奔走，未知所在。始安王遙光勸上並誅高、武諸子孫，於是並敕竟陵王昭胄等六十餘人入永福省，令太醫煮椒二斛，並命辦數十具棺材，謂舍人沈徽孚曰：「椒熟則一時賜死。」期三更當殺之。會上暫臥，主書單景雋啟依旨斃之，徽孚堅執曰：「事須更審。」爾夕三更，子恪徒跣奔至建陽門。上聞驚覺曰：「故當未賜諸侯命邪？」徽孚以答。上撫床曰：「遙光幾誤人事。」及見子恪，顧問流涕，諸侯悉賜供饌。以子恪為太子中庶子。東昏即位，為侍中。中興二年，為相國諮議參軍。
5. ↑  《梁書·卷三十五·列傳第二十九》：天監元年，降爵爲子，除散騎常侍，領步兵校尉，以疾不拜，徙爲光祿大夫，俄爲司徒左長史。子恪尋出爲永嘉太守。還除光祿卿，秘書監。出爲明威將軍、零陵太守。十七年，入爲散騎常侍、輔國將軍。普通元年，遷宗正卿。三年，遷都官尚書。四年，轉吏部。六年，遷太子詹事。大通二年，出爲寧遠將軍、吳郡太守。三年，卒于郡舍，時年五十二。詔贈侍中、中書令。諡曰恭。
6. ↑  《南史·卷四十二·列傳第三十二》：梁天監元年，降爵為子，位司徒左長史。子恪普通三年累遷都官尚書，四年轉吏部。大通二年，出為吳郡太守，卒官。諡曰恭子。
7. ↑  《梁書·卷三十五·列傳第二十九》：子恪兄弟十六人，並仕梁。有文學者，子恪、子質、子顯、子雲、子暉五人。子恪嘗謂所親曰：「文史之事，諸弟備之矣，不煩吾復牽率，但退食自公，無過足矣。」子恪少亦涉學，頗屬文，隨棄其本，故不傳文集。
8. ↑  《南史·卷四十二·列傳第三十二》：子恪兄弟十六人併入梁，有文學者子恪、子質、子顯、子雲、子暉。子恪常謂所親曰：「文史之事，諸弟備之矣，不煩吾復牽率。但退食自公，無過足矣。」子恪亦涉學，頗屬文，隨棄其本，故不傳文集。
9. ↑  南京市博物馆：《南京市灵山南朝墓发掘简报》，《考古》2012年第11期。
10. ↑  邵磊：《南朝齐梁皇族萧子恪墓志浅析》，《碑林集刊》第22辑。

## 延伸阅读
[在维基数据编辑]
 《梁書·卷35》，出自姚思廉《梁書》